# Schermaglia di Joncherey
La Schermaglia a Joncherey fu uno scontro nel Territorio di Belfort, al confine tra Francia e Germania, e fu la prima azione militare del fronte occidentale della prima guerra mondiale. Si è verificato nel villaggio di Joncherey vicino al confine franco-tedesco del 1871 in Alsazia-Lorena . Lo scontro ha avuto luogo un giorno prima della dichiarazione di guerra tedesca contro la Francia il 3 agosto 1914.

## Scontro
Intorno alle 6 del mattino del 2 agosto 1914, il Luogotenente Albert Mayer, insieme alla sua piccola pattuglia di cavalleria, su ordine dell’alto comando dell'esercito imperiale tedesco, che voleva conoscere l’entità delle forze francesi nella zona e la loro disposizione, attraversò illegalmente il confine. La pattuglia non incontro' resistenza in quanto i Francesi avevano spostato le loro truppe 10 km più in profondità rispetto al confine per evitare di provocare i tedeschi e dimostrare così la loro volontà di evitare la guerra. Nel suo avanzare nel territorio francese la pattuglia tedesca aveva già per due volte intrattenuto uno scambio di fuoco con dei piccoli gruppi di fanteria francese. Alle 9:50 del mattino, Mayer aveva colpito con la sua sciabola una sentinella francese posta all’ingresso di Joncherey, senza tuttavia ferirla. Il caporale Jules-André Peugeot e altri quattro soldati erano nel loro alloggio a fare colazione in quel momento, quando la figlia del proprietario della casa, Adrienne, tornò dentro e disse agitata “I Prussiani! I Prussiani stanno arrivando!”. Intorno alle 10 del mattino, Peugeot e i suoi quattro commilitoni uscirono per andare ad arrestare i Tedeschi. Appena i Tedeschi li videro, Mayer sparò tre colpi verso Peugeot, di cui uno andò a segno nella spalla del francese, che esplose alcuni colpi mentre cadeva, mancando Mayer. I commilitoni di Peugeot risposero subito al fuoco con le loro pistole: Mayer fu dapprima colpito al ventre, ma pochi secondi dopo fu colpito nuovamente in testa, morendo sul colpo. Peugeot tornò al suo alloggio, dove morì alle 10:37. Nella pattuglia tedesca, altri tre soldati furono feriti: uno riuscì a scappare per alcuni giorni nascondendosi nei boschi, ma alla fine fu catturato, due riuscirono a fuggire in Germania e un altro non fu mai più rivisto.